# 今日もいい天気 feat.Rover(ベリーグッドマン)/未完成
「今日もいい天気/未完成」は、横浜流星の初のシングル。ユニバーサルミュージックから2018年10月10日に発売された。

## 収録曲
1. 今日もいい天気 feat. Rover [3:40]
作詞・作曲：JIN
  - 2018年6月25日に配信限定でリリースされた。
  - ベリーグッドマンのRoverがフィーチャリングとして参加。
  - 読売テレビ『情報ライブ ミヤネ屋』 2018年7月〜9月 エンディングテーマ
2. 未完成 [3:40]
作詞：横浜流星/土居原基、作曲：春日俊亮
3. 今日もいい天気 (Instrumental) [3:40]
4. 未完成 (Instrumental) [3:39]